# 국가과학기술지식정보서비스
국가과학기술지식정보서비스(National Science & Technology Information Service, 약칭: NTIS)

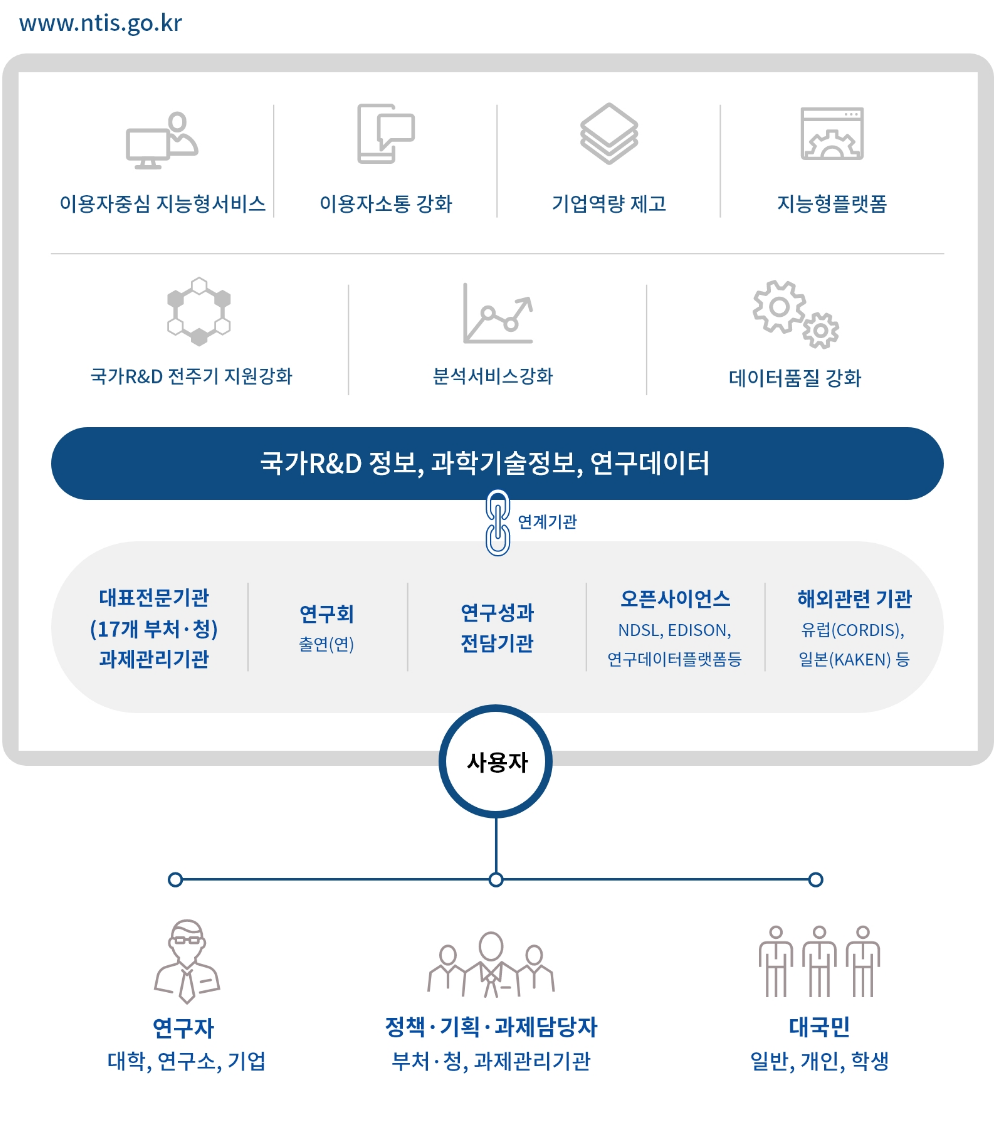
http://www.ntis.go.kr

사업, 과제, 연구자, 성과 등 국가 연구 개발 사업에 대한 정보를 한 곳에서 서비스하는 국가R&D 지식 정보 포털이다. 
부처 별(기관 별)로 개별 관리되고 있는 국가R&D 사업 관련 정보와 과학기술 정보를 공유하고 공동 활용해, 국가R&D 투자 효율성을 높이고 연구 생산성 향상에 기여하는 것이 주 목적이다.
  - (주요 정보) 국가R&D 사업·과제 정보, 연구자 정보, 국가R&D수행 기관, 연구 개발 성과 정보*
    * 논문, 특허, 연구 보고서, 기술 요약, SW, 연구 시설 장비, 화합물, 생명 자원, 생물 정보, 신품종, 표준
  - (주요 서비스) 통합 검색, 국가R&D통합 공고, 연구자 정보, R&D수행 기관, 국가 연구 개발 성과 등
ㅇ (법적 근거)  과학기술 기본법 제 26조(과학 기술지식·정보 등의 관리·유통) 및 같은 법 시행령 제 40조(과학 기술지식·정보 등의 관리· 유통 체제 구축 등), 국가연구개발혁신법 시행령 제 43조 (통합 정보 시스템의 운영 및 이용) 
ㅇ (수행 기관) (총괄)과학기술정보통신부, (주관)한국과학기술정보연구원, (협동)한국과학기술기획평가원, 과학기술정책연구원
ㅇ (연계 기관) 18개 부처·청(대표 전문 기관) 및 10대 성과물 전담 기관 등